# 杉浦英一
杉浦 英一（すぎうら えいいち、1957年9月9日 - 2013年8月27日）は、日本の建築家（一級建築士）。杉浦英一建築設計事務所代表。

## 経歴
1957年、東京都中央区生まれ。1976年、東京教育大学附属高等学校卒業。東京藝術大学美術学部建築科在学中、建築研究のため1年間休学し渡欧した。
1983年3月に同大学院修士課程を修了後、内井昭蔵建築設計事務所に入所。主任建築家として、皇居吹上新御所、参議院副議長公邸等の設計を行った。
1993年9月に杉浦英一建築設計事務所設立。
2011年には世界初の3次元免震構造集合住宅である知粋館の意匠設計を行い、グッドデザイン賞を受賞した。
2013年8月27日、死去。55歳没。

## 賞歴
- 上野小学校等複合施設：平成3年度公立学校優良施設表彰 文部大臣奨励賞(1991年)
- 吉野ヶ里駅：吉野ヶ里駅舎デザイン競技 優秀賞(1995年)
- 浦和の家：住建産業すまいコンテスト受賞(1996年)
- 前橋の家：第22回INAXデザインコンテスト金賞(2000年)／ぐんまの家2000群馬県知事賞(2000年)
- ライフパートナーこぶし：第28回東京建築賞 優秀賞及び東京都知事賞(2002年)／医療福祉建築賞2004(2004年)／日本建築家協会 優秀建築選2005(2005年)
- 奈良今井町の家：第10回奈良県景観調和デザイン賞(2002年)／第4回「真の日本のすまい」提案競技 文部科学大臣賞(2006年)
- 上池台の家：第7回「あたたかな住空間デザイン」コンペ リフォームの部 特別賞(2005年)
- 川越のSAKEハウス：2006年度川越市 都市景観デザイン賞(2006年)
- 南阿佐ヶ谷の家：OZONE暮らしを楽しむ住まい100選(2006年)
- 荻窪プロジェクト「MOMO」：日本建築家協会優秀建築選2008(2008年)
- 知粋館：2011グッドデザイン賞(2011年)

## 書籍
- 『美しい住宅をつくる方法』 (エクスナレッジムック) エクスナレッジ 2013年 ISBN 978-4767814803